# Johan Wilhelm Östberg

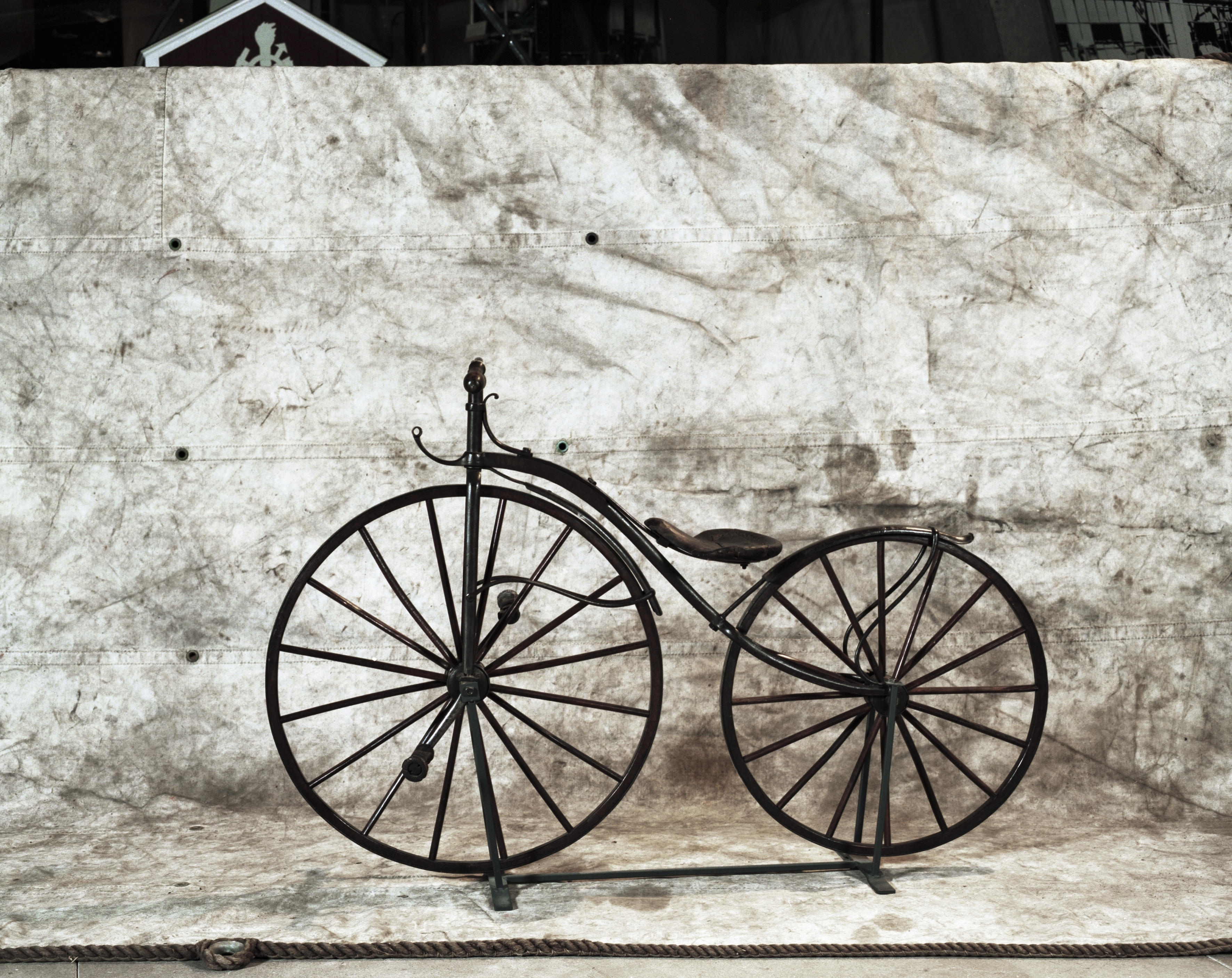
Tvåhjulig velociped av typ benskakare, märkt "J.W. Östberg Stockholm 1869 N:o 94".

Johan Wilhelm Östberg, född 22 mars 1823 i Stockholm, död den 2 juni 1902 på samma plats, var en svensk vagnmakare.
Johan Wilhelm Östberg var en av de första i Sverige att tillverka cyklar av den i slutet av 1860-talet moderna typen med trampor på framhjulen, som kallades benskakare. Han var den första att bedriva cykeluthyrning. Han hade studerat en cykel på Världsutställningen i Paris 1867, som hade konstruerats av vagnmakaren Pierre Michaux i Paris. Michaux hade kommit på idén att sätta trampor på framhjulet. 
Östbergs första cykel visades på Berns salonger 1869. Sannolikt tillverkades ett par hundra fordon som användes som transportmedel och som sportredskap vid uppvisningar och tävlingar. Han startade också en skola för velocipedryttare i Ferdinand de la Croix salonger vid Brunkebergstorg och ett velocipedstall med cyklar för uthyrning per timme på Djurgården. Östberg anordnade där i september 1869 den första velocipedtävlingen, där deltagarna tävlade om att cykla en sträcka så sakta som möjligt utan att sätta ner foten.
Johan Wilhelm Östberg var far till Adolf Östberg. Denne ägde en bilfirma i Stockholm men var i sin ungdom en cykelentusiast och en av de första i Sverige som skrev om cykelsport.